# Lista szkół w Grudziądzu
Lista szkół w Grudziądzu – lista przedstawiająca wykaz ośrodków edukacji, działających na terenie Grudziądza.

## Przedszkola

### Publiczne
- Przedszkole Miejskie „RZĄDZ”
- Przedszkole Miejskie „STRZEMIĘCIN”
- Przedszkole Miejskie „LOTNISKO”
- Przedszkole Miejskie „TARPNO”
- Przedszkole Miejskie „KOPERNIK”
- Przedszkole Miejskie „KUNTERSZTYN”
- Przedszkole Miejskie "ŚRÓDMIEŚCIE”
- Przedszkole Miejskie „MNISZEK”

### Niepubliczne
- Przedszkole Niepubliczne Zgromadzenia Sióstr Zmartwychwstania Pańskiego im. „Dzieciątka Jezus”
- Niepubliczne Przedszkole „Tom Bombadil”
- Niepubliczne Przedszkole „Puchatek”
- Niepubliczne Przedszkole „Bajkolandia”
- Niepubliczne Przedszkole „Dom Małego Skrzata”
- Prywatne Przedszkole „Kubuś i Przyjaciele”
- Punkt Przedszkolny Niepubliczny „Kubuś"

## Szkoły podstawowe
- Szkoła Podstawowa nr 1 im. Mikołaja Kopernika
- Szkoła Podstawowa nr 2 im. Stefana Żeromskiego
- Szkoła Podstawowa nr 3 im. Janusza Korczaka
- Szkoła Podstawowa nr 4 im. por. Zbigniewa Kruszelnickiego ps. „Wilk”
- Szkoła Podstawowa nr 5 im. Ppłk Stanisława Sitka
- Szkoła Podstawowa nr 7 im. Bronisława Malinowskiego
- Szkoła Podstawowa nr 8 im. gen. Tadeusza „Bora” Komorowskiego
- Szkoła Podstawowa nr 9 im. Tadeusza Kościuszki
- Szkoła Podstawowa nr 11 im. Jana Heweliusza
- Szkoła Podstawowa nr 12 im. Synów Pułku
- Szkoła Podstawowa nr 13 im. Marii Grzegorzewskiej – specjalna
- Szkoła Podstawowa nr 14 im. Polskich Olimpijczyków – specjalna
- Szkoła Podstawowa nr 15 im. Komisji Edukacji Narodowej
- Szkoła Podstawowa nr 16 im. płk. Zbigniewa Makowieckiego (dawniej im. I Armii WP)
- Szkoła Podstawowa nr 17 im. Sybiraków
- Szkoła Podstawowa nr 18 im. Bohaterów Westerplatte
- Szkoła Podstawowa nr 20 im. 18 Pułku Ułanów Pomorskich
- Szkoła Podstawowa nr 21 im. Witolda Pileckiego
- Niepubliczna Szkoła Podstawowa nr 1

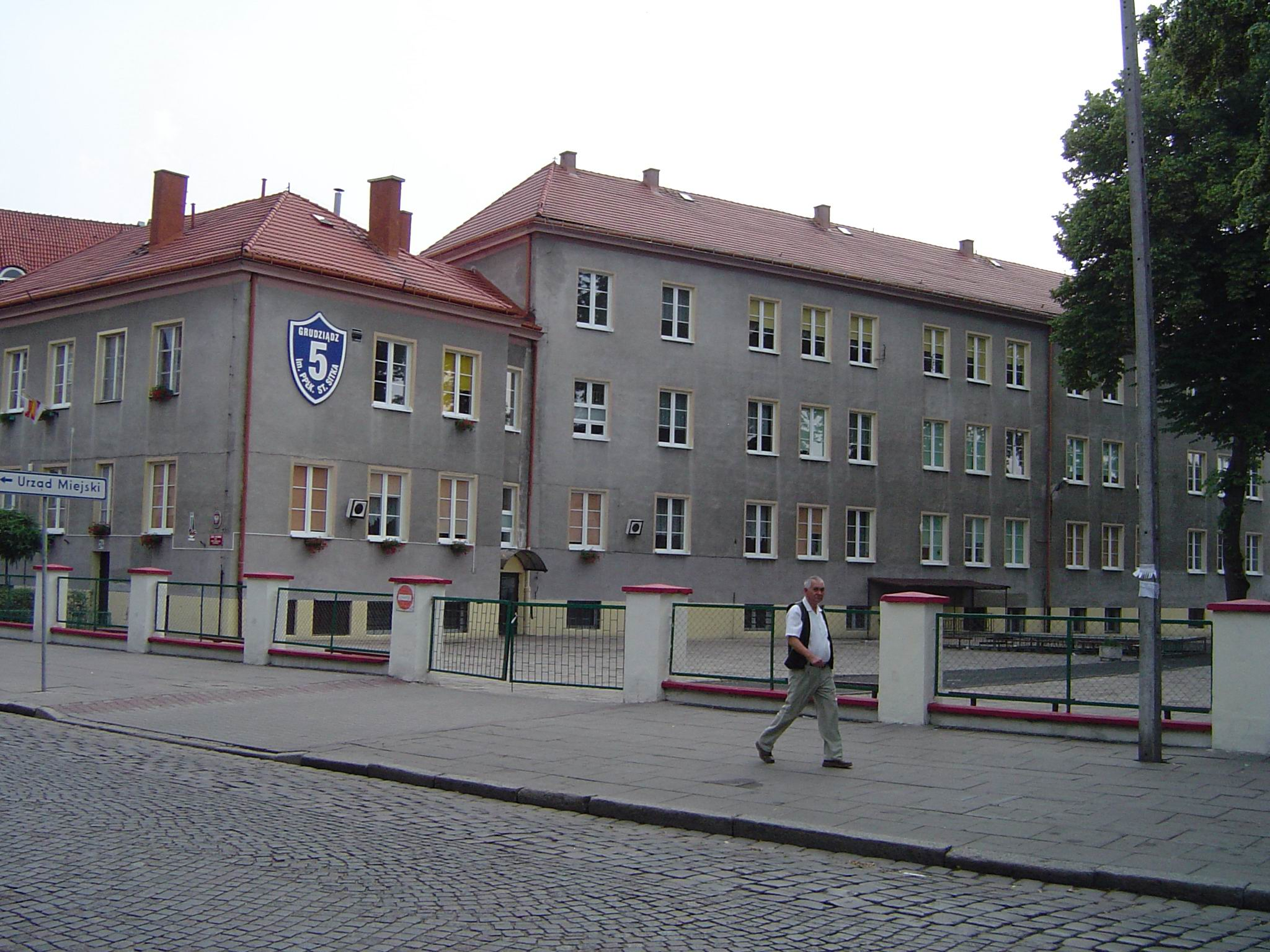
Szkoła Podstawowa nr 5 im. Ppłk Stanisława Sitka
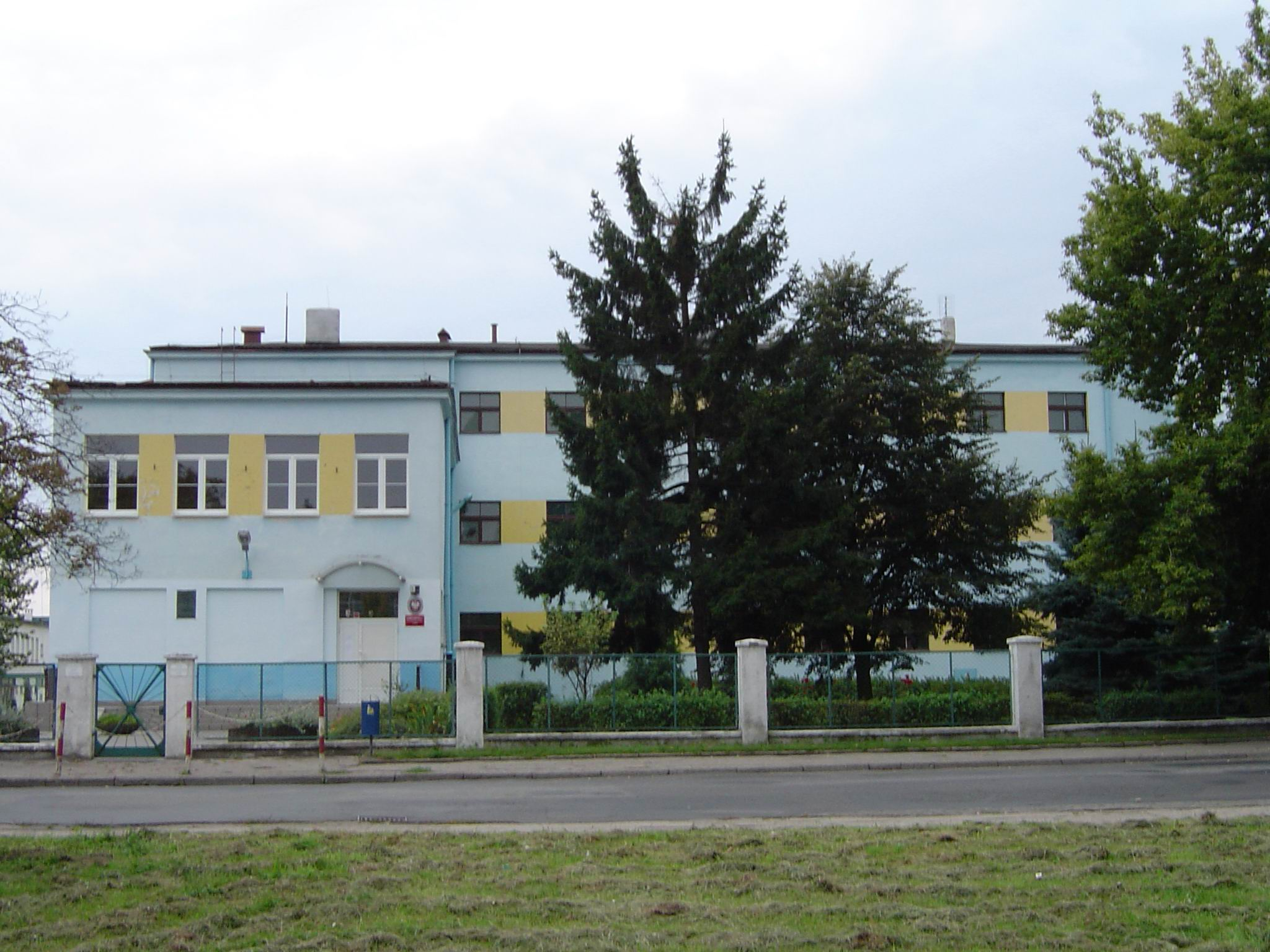
Szkoła Podstawowa nr 8 im. gen. Tadeusza „Bora” Komorowskiego
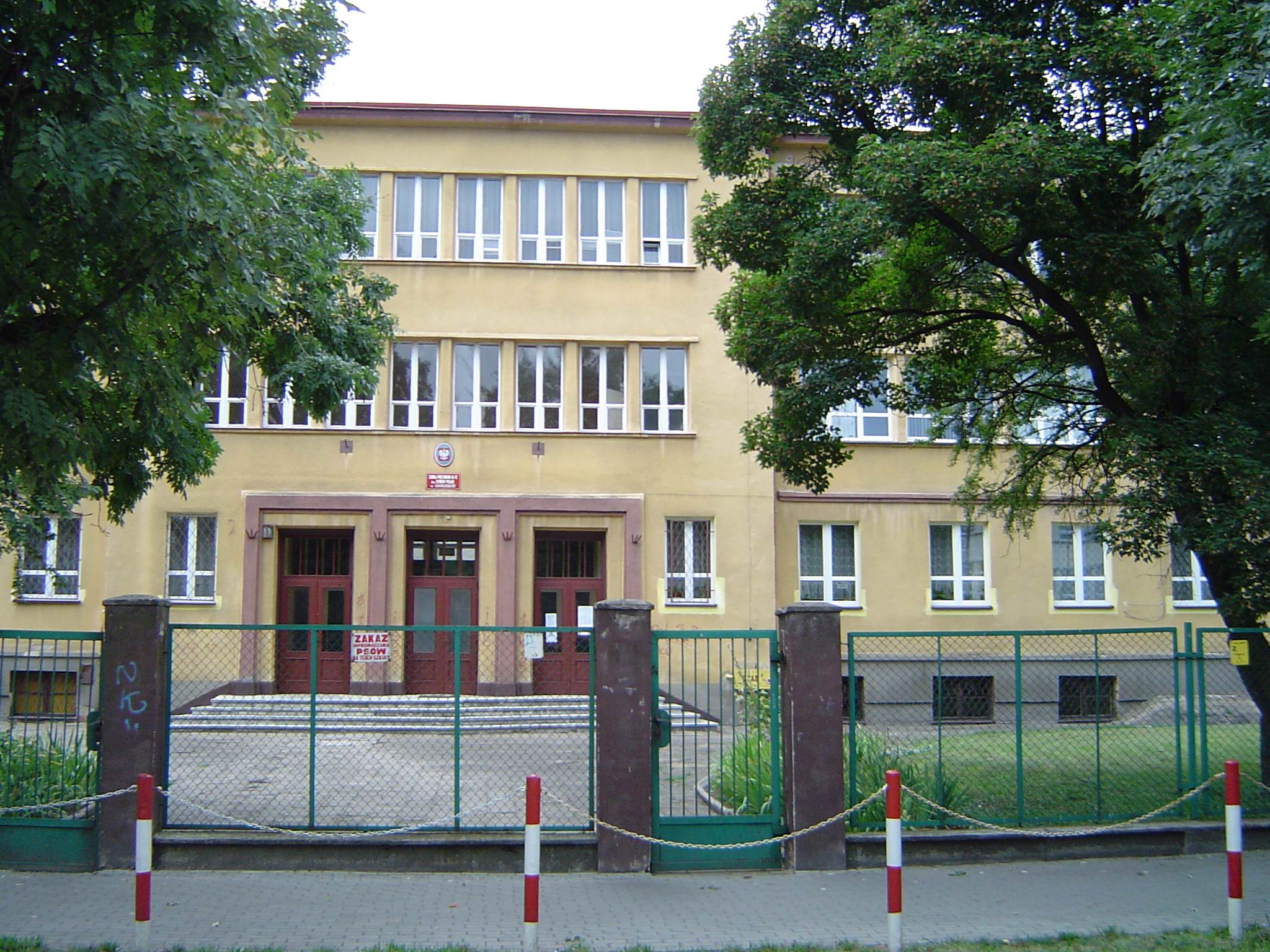
Szkoła Podstawowa nr 12 im. Synów Pułku
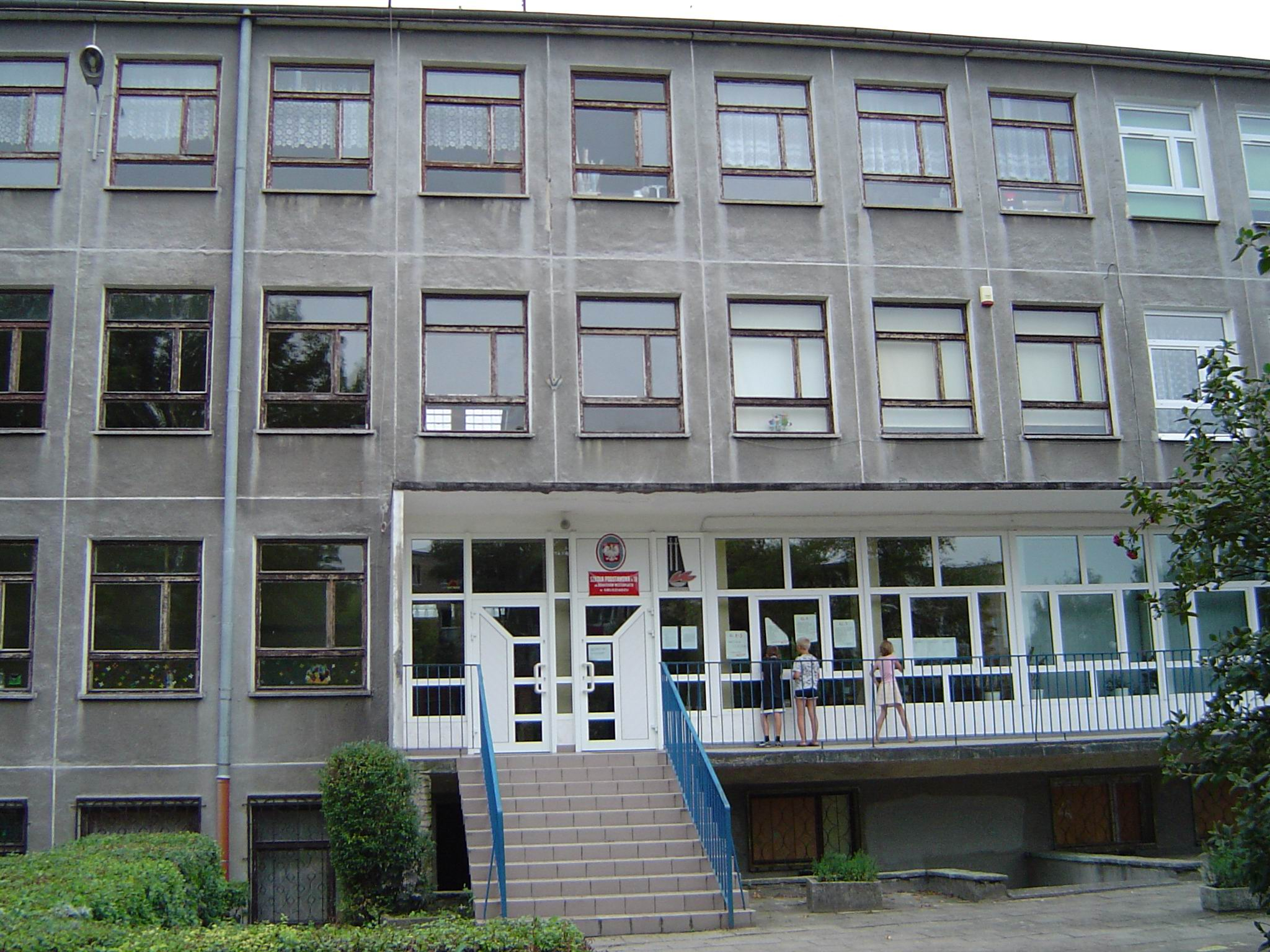
Szkoła Podstawowa nr 18 im. Bohaterów Westerplatte
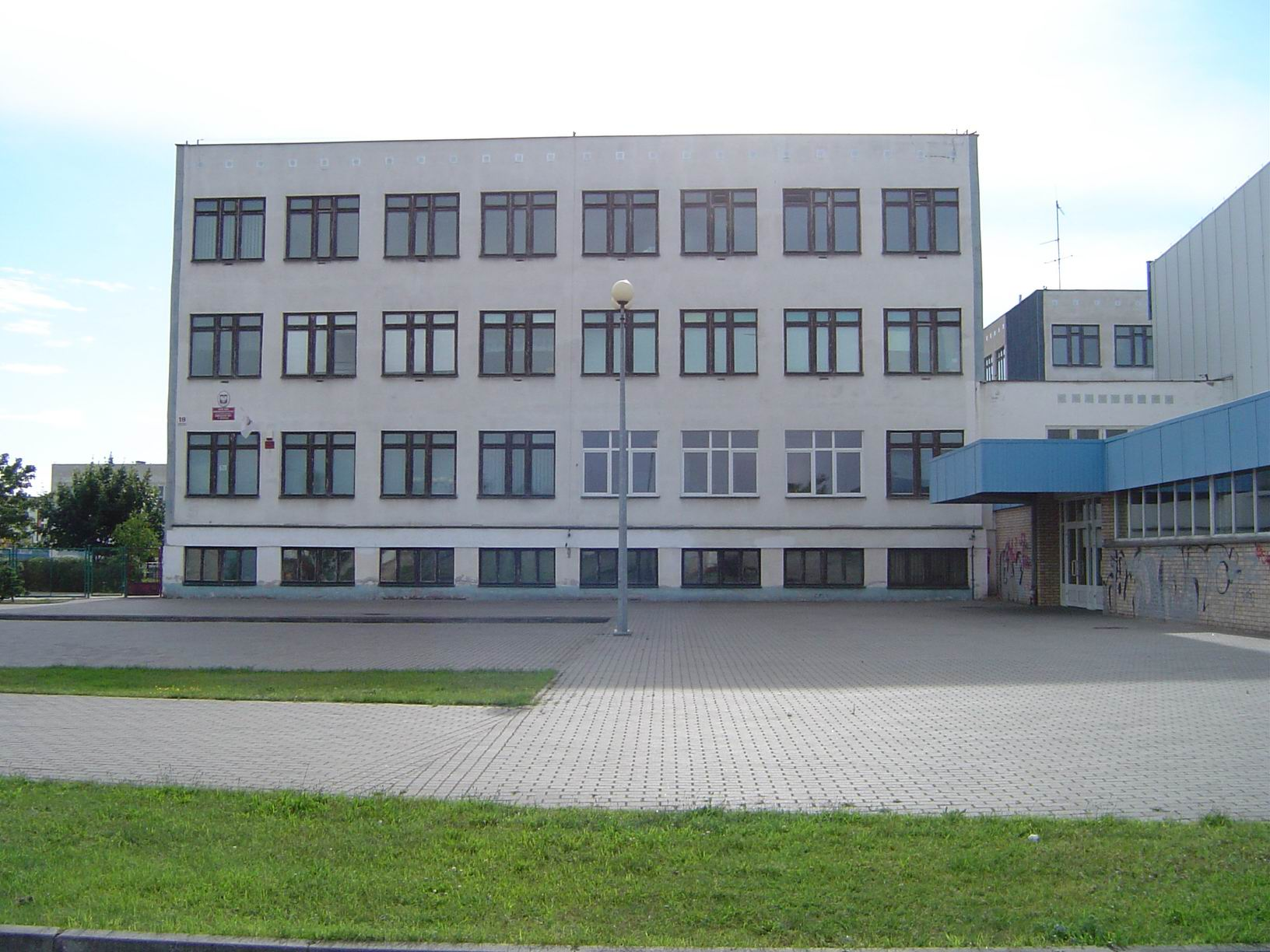
Szkoła Podstawowa nr 21 im. Witolda Pileckiego

## Zespoły szkół ogólnokształcących
- Zespół Szkół Ogólnokształcących im. Bronisława Malinowskiego
  - Szkoła Podstawowa nr 7
  - V Liceum Ogólnokształcące

## Szkoły specjalne
- Zespół Placówek Edukacyjno-Rewalidacyjnych im. Polskich Olimpijczyków
- Specjalny Ośrodek Szkolno-Wychowawczy nr 1 w tym:
  - Oddział przedszkolny
  - Szkoła Podstawowa nr 14
  - Szkoła Przysposabiająca do Pracy
  - Ośrodek Rewalidacyjno-Wychowawczy nr 1
- Specjalny Ośrodek Szkolno-Wychowawczy nr 2 im. Kazimierza Kirejczyka
  - Szkoła Branżowa I Stopnia specjalna

## Szkoły ponadpodstawowe

### Licea
- I Liceum Ogólnokształcące im. Bolesława Chrobrego
- II Liceum Ogólnokształcące im. Króla Jana III Sobieskiego
- III Liceum Ogólnokształcące im. Jana Pawła II
- IV Liceum Ogólnokształcące im. Kazimierza Wielkiego
- V Liceum Ogólnokształcące im. Bronisława Malinowskiego

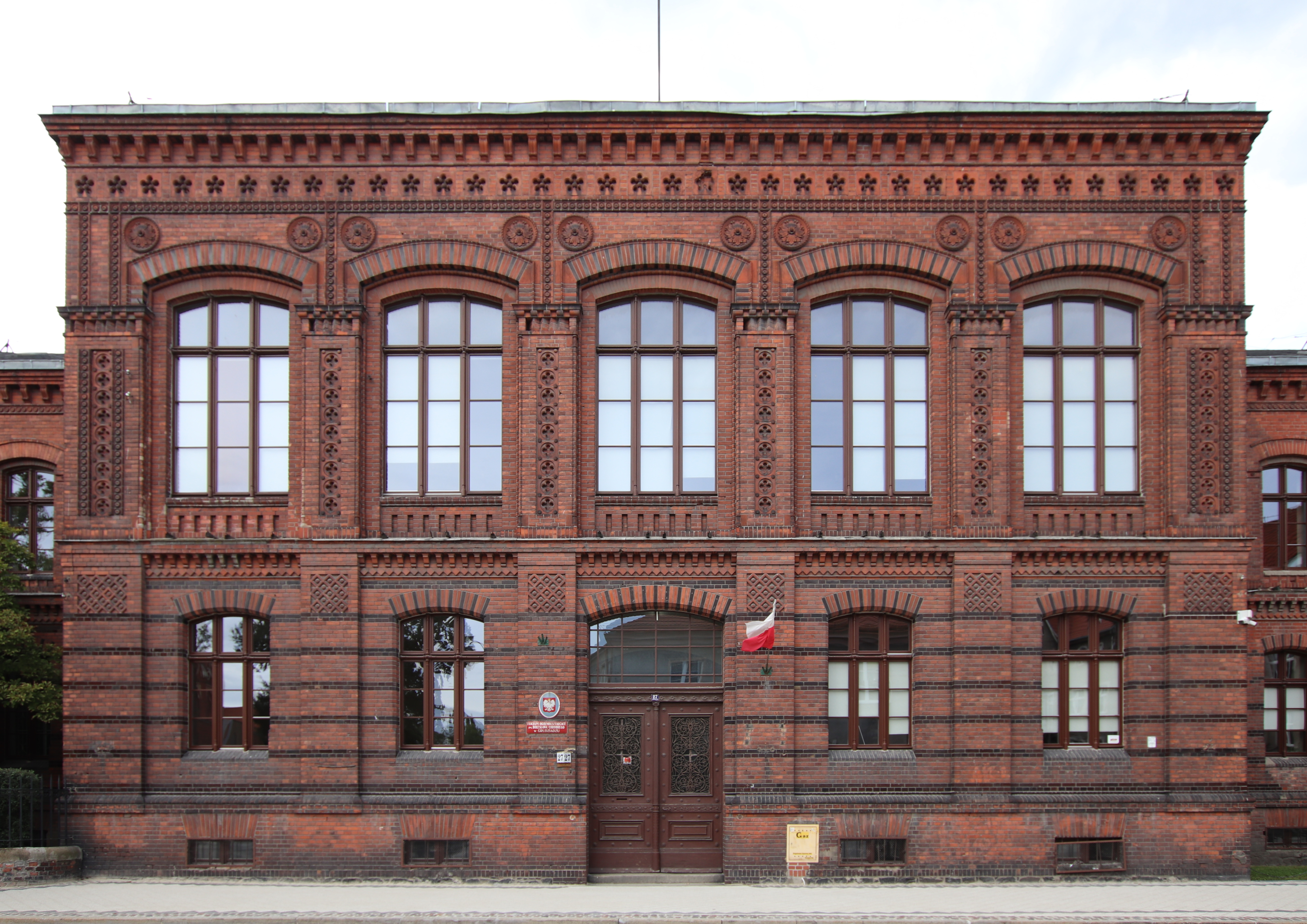
I Liceum Ogólnokształcące im. Bolesława Chrobrego
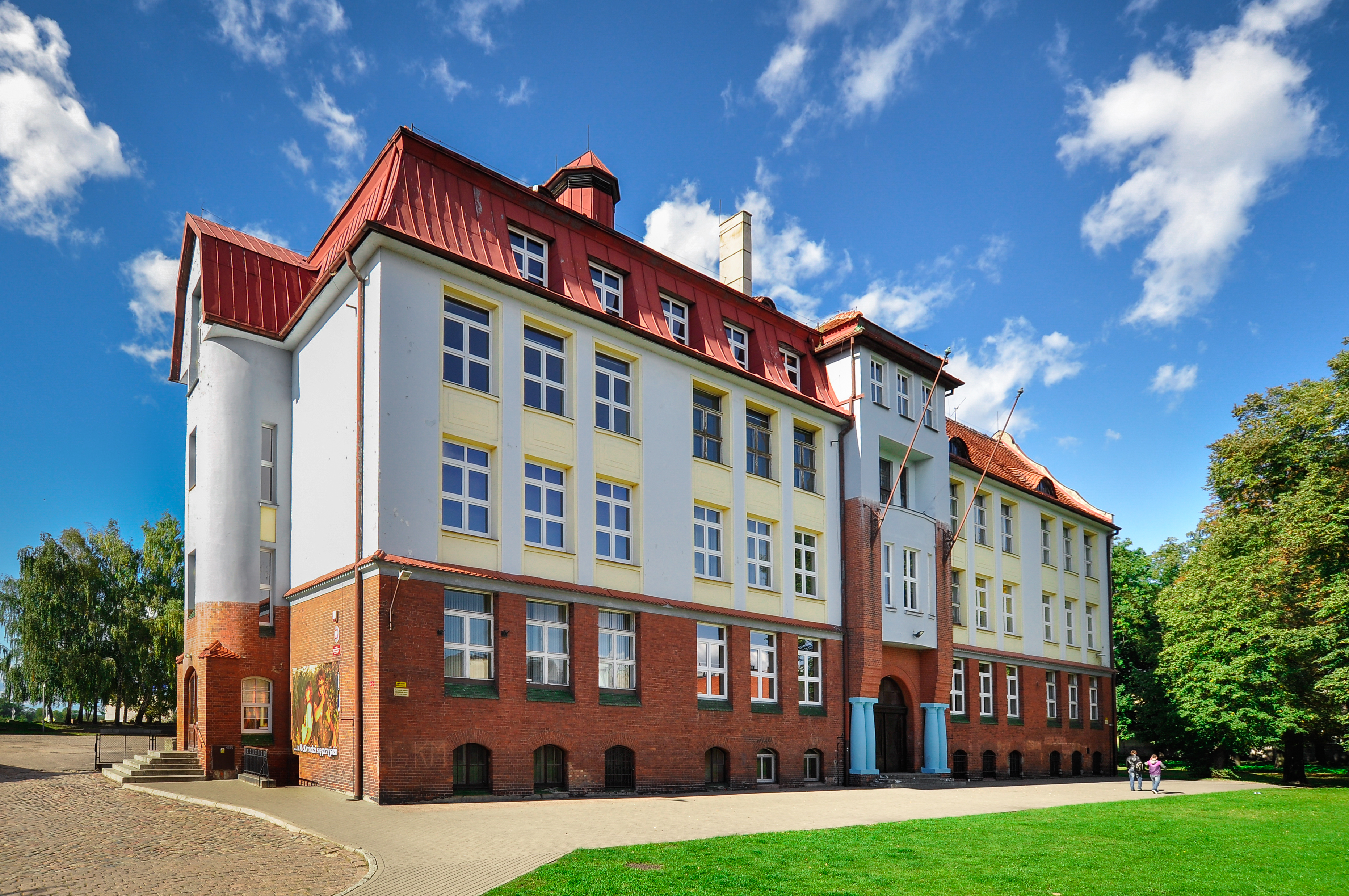
II Liceum Ogólnokształcące im. Króla Jana III Sobieskiego
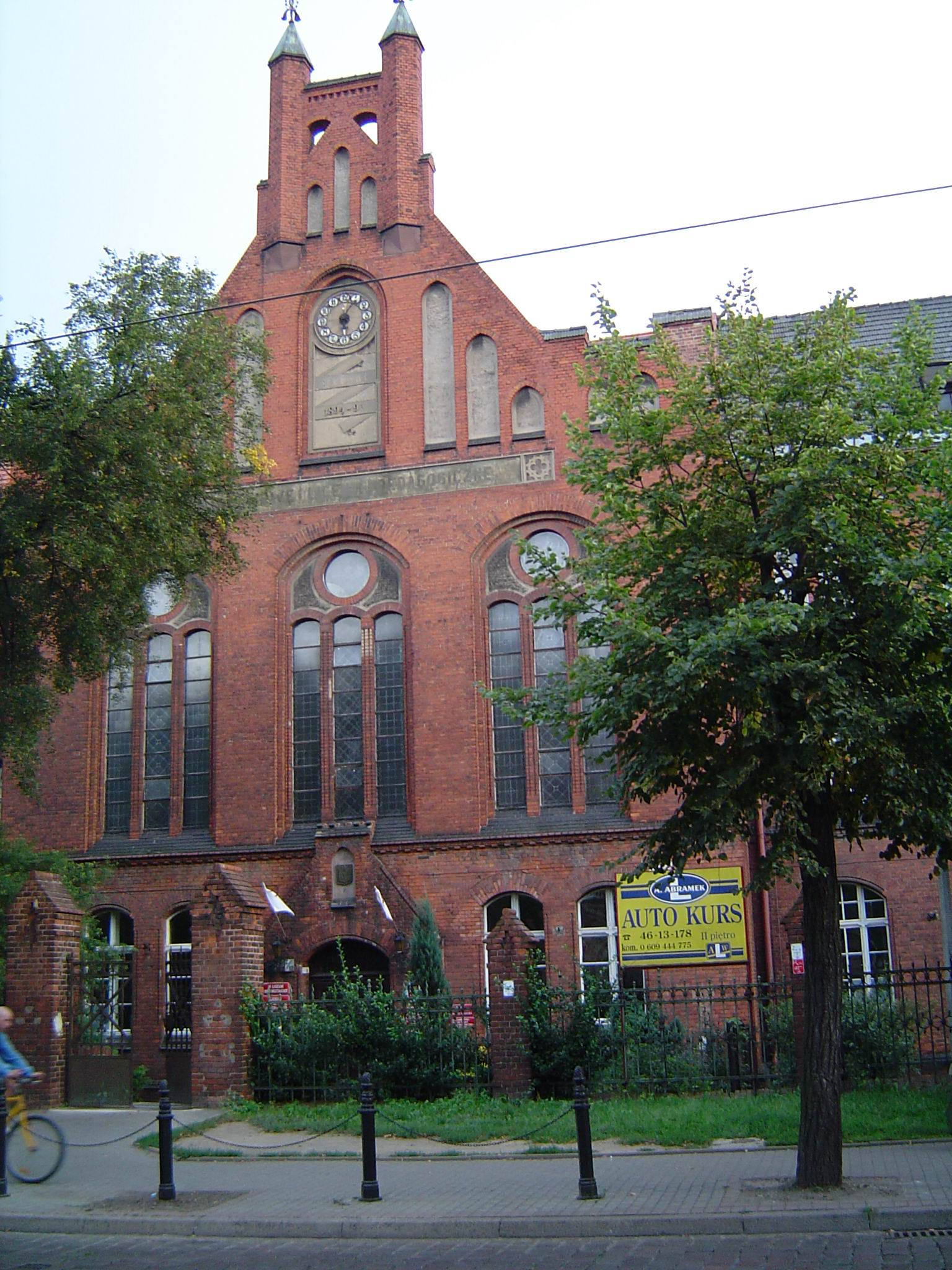
III Liceum Ogólnokształcące im. Jana Pawła II
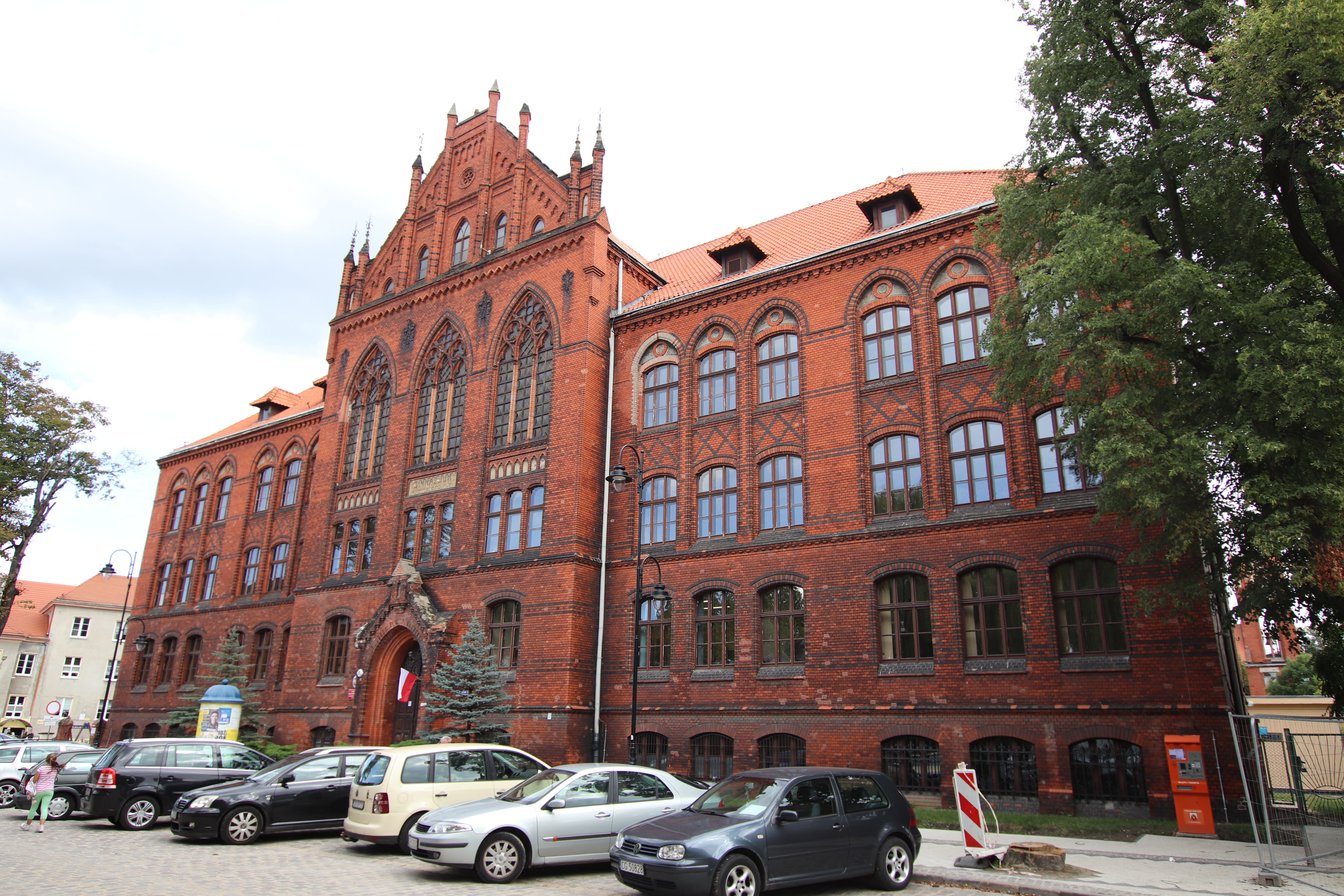
IV Liceum Ogólnokształcące im. Kazimierza Wielkiego

### Zespoły szkół
- Centrum Kształcenia Ustawicznego im. Ks. Stanisława Staszica
  - Szkoła Branżowa II Stopnia nr 1
  - Technikum
  - Liceum Ogólnokształcące dla Dorosłych
  - Szkoła Policealna nr 7
- Ośrodek Doradztwa i Doskonalenia Zawodowego Nauczycieli
- Zespół Szkół Ekonomicznych im. Mikołaja Kopernika Ekonomisty (dawniej im. Oskara Lange)
  - Technikum nr 1
- Zespół Szkół Budowlanych i Plastycznych im. Mikołaja Kopernika
  - Liceum Plastyczne
  - Szkoła Branżowa I Stopnia nr 1
  - Technikum nr 2
- Zespół Szkół Technicznych im. Jana i Jędrzeja Śniadeckich
  - Szkoła Branżowa I Stopnia nr 2
  - Technikum nr 3
  - Szkoła Policealna nr 2
- Zespół Szkół Gastronomiczno-Hotelarskich im. Marii Skłodowskiej-Curie
  - Szkoła Branżowa I Stopnia nr 4
  - Technikum nr 5
  - Szkoła Policealna nr 3
- Zespół Szkół Mechanicznych
  - Szkoła Branżowa I Stopnia nr 3
  - Technikum nr 4
- Zespół Szkół Rolniczych im. Władysława Grabskiego
  - Szkoła Branżowa I Stopnia nr 5
  - Technikum nr 6
  - Szkoła Policealna nr 4
- Medyczna Szkoła Policealna nr 1
- Medyczna Szkoła Policealna nr 9 dla Dorosłych
- Centrum Kształcenia Zawodowego

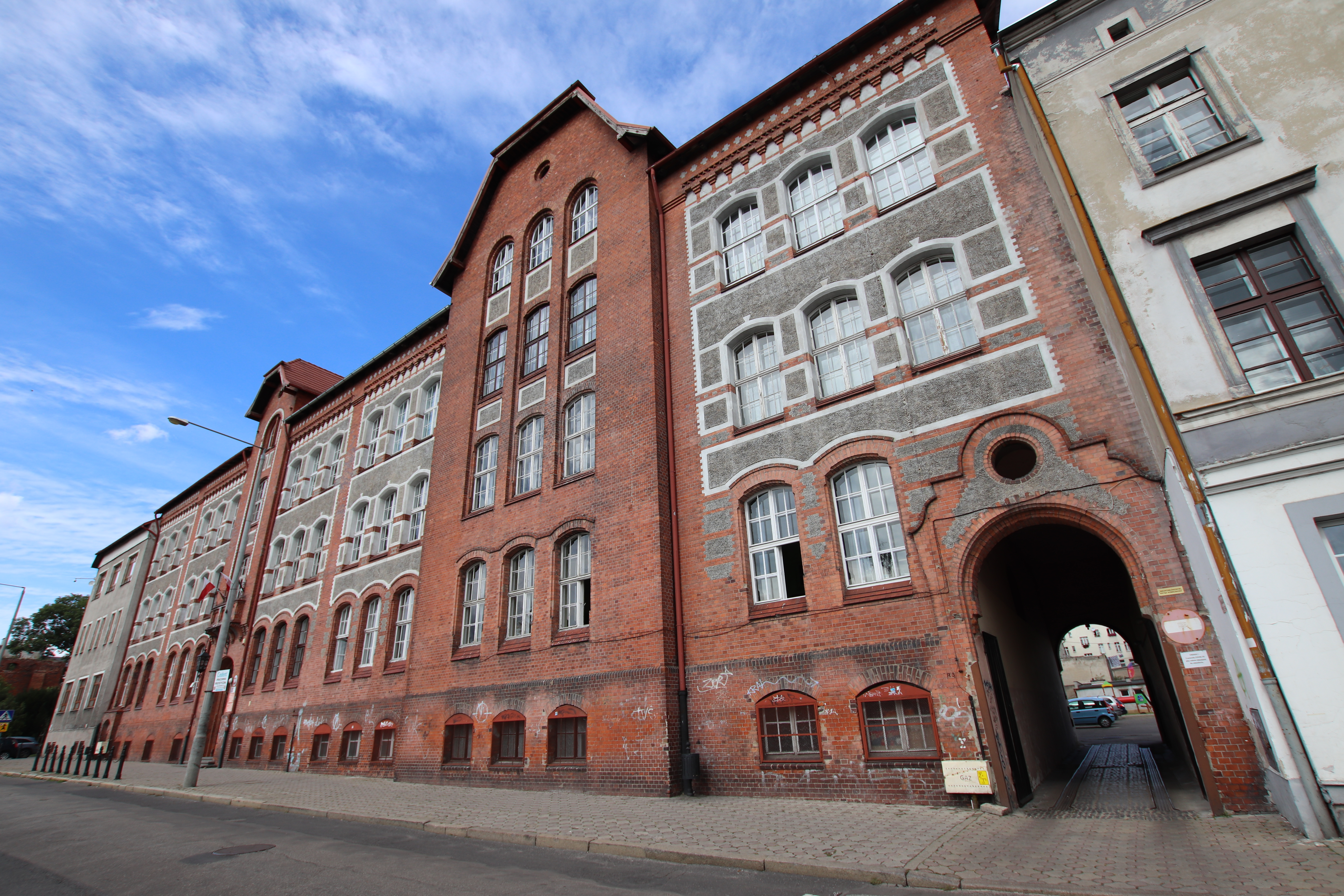
Zespół Szkół Gastronomiczno-Hotelarskich im. Marii Skłodowskiej-Curie
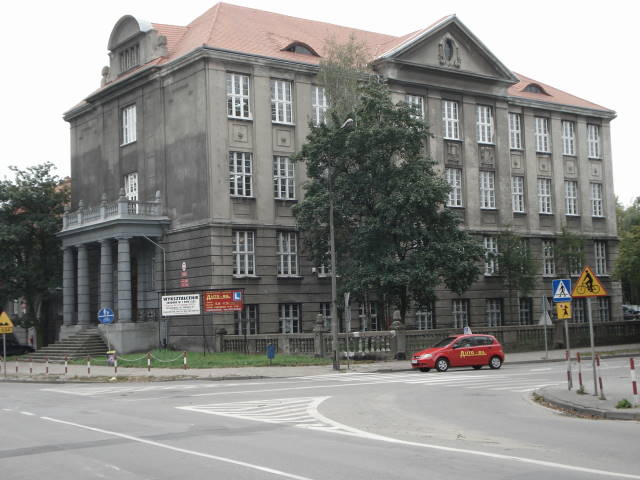
Zespół Szkół Mechanicznich
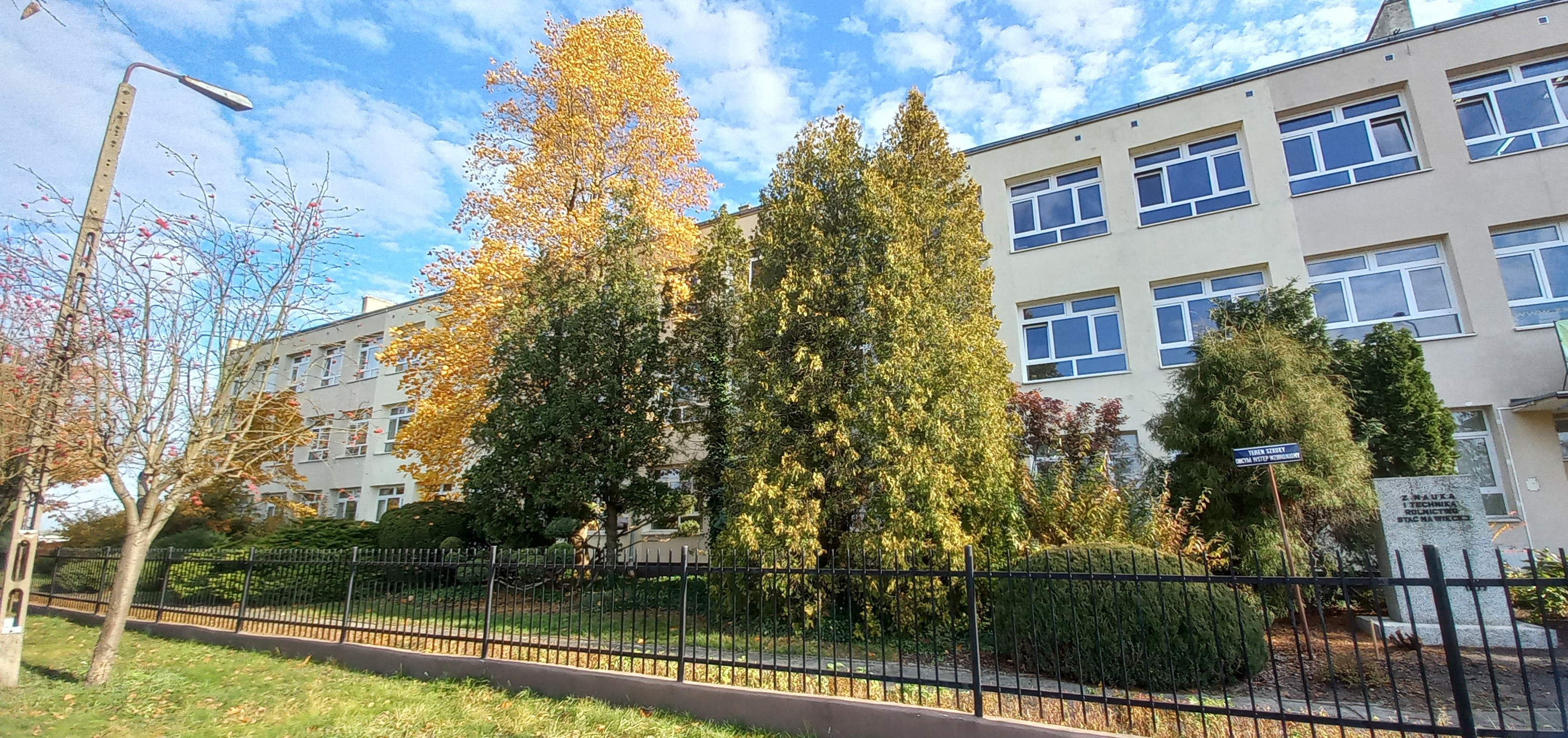
Zespół Szkół Rolniczych im. Władysława Grabskiego
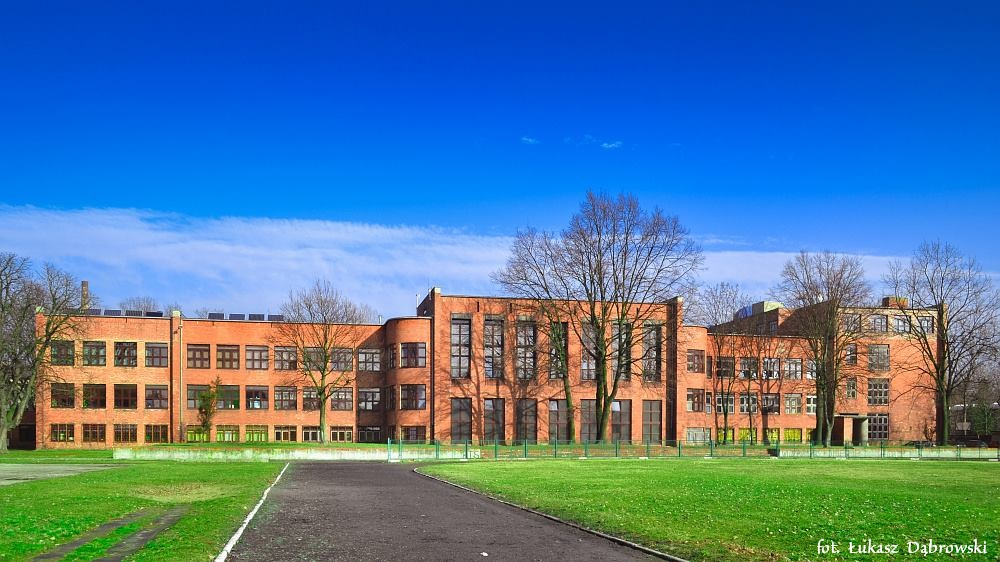
Zespół Szkół Technicznych im. Jana i Jędrzeja Śniadeckich

## Szkoły wyższe
- Akademia Humanistyczno-Ekonomiczna w Łodzi Zamiejscowy Ośrodek Dydaktyczny w Grudziądzu
- Wyższa Szkoła Demokracji im. ks. Jerzego Popiełuszki w Grudziądzu
- Publiczna Uczelnia Zawodowa w Grudziądzu

## Inne placówki oświatowo-wychowawcze
- Ognisko Pracy Pozaszkolnej
- Poradnia Psychologiczno-Pedagogiczna
- Zespół Placówek Młodzieżowych „Bursa”
  - Bursa Szkolna
  - Szkolne Schronisko Młodzieżowe
- Państwowa Szkoła Muzyczna I i II st. im. Stanisława Moniuszki

### Szkoły publiczne prowadzone przez osoby prawne i fizyczne
- Zespół Szkół nr 1
  - Szkoła Podstawowa z oddziałami przysposabiającymi do pracy
  - Szkoła Podstawowa dla Dorosłych nr 2
  - Szkoła Branżowa dla Dorosłych
  - Szkoła podstawowa nr 19 - dla klas VII i VIII
- Grudziądzkie Centrum Edukacji AbAk
  - Klub Dziecięcy i Złobek „URWIS”
  - Przedszkole Integracyjne „Dom Małego Skrzata”
  - Ośrodek Rehabilitacyjno-Edukacyjno-Wychowawczy „Promyk”
  - Niepubliczna Szkoła Podstawowa „SPINAKER”
  - Niepubliczna Szkoła Branżowa I Stopnia „SPINAKER”
  - Niepubliczna Szkoła Przysposabiająca do Pracy "SPINAKER"
  - Liceum Ogólnokszałcące „ATS”
  - Szkoła Policealna „ATS”
  - Medyczna Szkoła Policealna „ATS”
  - Poradnia Psychologiczno-Pedagogiczna „SPINAKER”